# كريستين كاوفمان
كريستينا كوفمان (بالألمانية: Christine Kaufmann) (و. 1945 – 2017 م) هي راقصة باليه، وممثلة مسرحية، وممثلة أفلام، وممثلة تلفزيونية، وممثلة طفلة، وعارضة، ورائدة أعمال، وكاتبة سير ذاتية ألمانية، ولدت في لينغدورف، توفيت في ميونخ، عن عمر يناهز 72 عاماً، بسبب ابيضاض الدم.

## جوائز
حصلت على جوائز منها:
- جائزة غولدن غلوب للنجمة الصاعدة (1962)
- جائزة الغولدن غلوب.

## وصلات خارجية
- كريستين كاوفمان على موقع IMDb (الإنجليزية)
- كريستين كاوفمان على موقع مونزينجر (الألمانية)
- كريستين كاوفمان على موقع قاعدة بيانات الأفلام العربية
- كريستين كاوفمان على موقع ألو سيني (الفرنسية)
- كريستين كاوفمان على موقع ميوزك برينز (الإنجليزية)
- كريستين كاوفمان على موقع أول موفي (الإنجليزية)
- كريستين كاوفمان على موقع قاعدة بيانات الأفلام السويدية (السويدية)
- كريستين كاوفمان على موقع إن إن دي بي (الإنجليزية)
- كريستين كاوفمان على موقع قاعدة بيانات الفيلم (الإنجليزية)
- كريستين كاوفمان على موقع كينوبويسك (الروسية)